# NGC 2148
NGC 2148 este o galaxie spirală situată în constelația Pictorul. A fost descoperită în 4 decembrie 1834 de către John Herschel.